# سک‌‌بوی: یک ماجراجویی بزرگ
سک‌بوی: یک ماجراجویی بزرگ (به انگلیسی: Sackboy: A Big Adventure) یک بازی ویدئویی در سبک سکوبازی است که توسط سومو دیجیتال توسعه یافته و به‌وسیلهٔ سونی اینتراکتیو انترتینمنت برای کنسول‌های پلی‌استیشن ۴ و پلی‌استیشن ۵ منتشر شده است. این بازی به عنوان نسخهٔ اسپین‌آف در مجموعه بازی‌های بزرگ‌سیاره کوچک به‌شمار می‌رود، و داستان آن به دنبال موجوداتی انسان‌نما به نام سک‌بوی است، و از ویژگی‌هایی همچون سکوبازی سه‌بعدی برخلاف ۲٫۵ بعدی در نسخه‌های پیشین برخوردار است. سک‌بوی: یک ماجراجویی بزرگ در تاریخ ۱۲ نوامبر ۲۰۲۰، در آمریکای شمالی و اقیانوسیه، و ۱۹ نوامبر ۲۰۲۰ در سراسر جهان عرضه شد. این بازی در اکتبر ۲۰۲۲ برای مایکروسافت ویندوز سازگار  شد و اولین نسخه در سری بزرگ‌سیاره کوچک بر روی رایانه‌های شخصی محسوب می‌شود.